# دينين
دينين هي بلدية في فرنسا، تقع في نور، هي عاصمة Canton of Denain ‏، بلغ عدد سكانها 20,549 نسمة وذلك حسب إحصائيات سنة 2013، تبلغ مساحتها 11.52 كيلومتر مربع، رمزها البريدي هو 59220.

## الموقع
تشترك في الحدود مع:
- Wallers [الإنجليزية]‏
- Haulchin [الإنجليزية]‏
- Haveluy [الإنجليزية]‏
- Lourches [الإنجليزية]‏
- Escaudain [الإنجليزية]‏
- Wavrechain-sous-Denain [الإنجليزية]‏
- Douchy-les-Mines [الإنجليزية]‏
- Oisy, Nord [الإنجليزية]‏.

## مدن توأم
المدن التوأم:
- Mettet [الإنجليزية]‏.

## أعلام
- باتريك روي
- فرنك دومولين
- جاك ريمي
- تيدي شوفالييه